# Anita O’Day

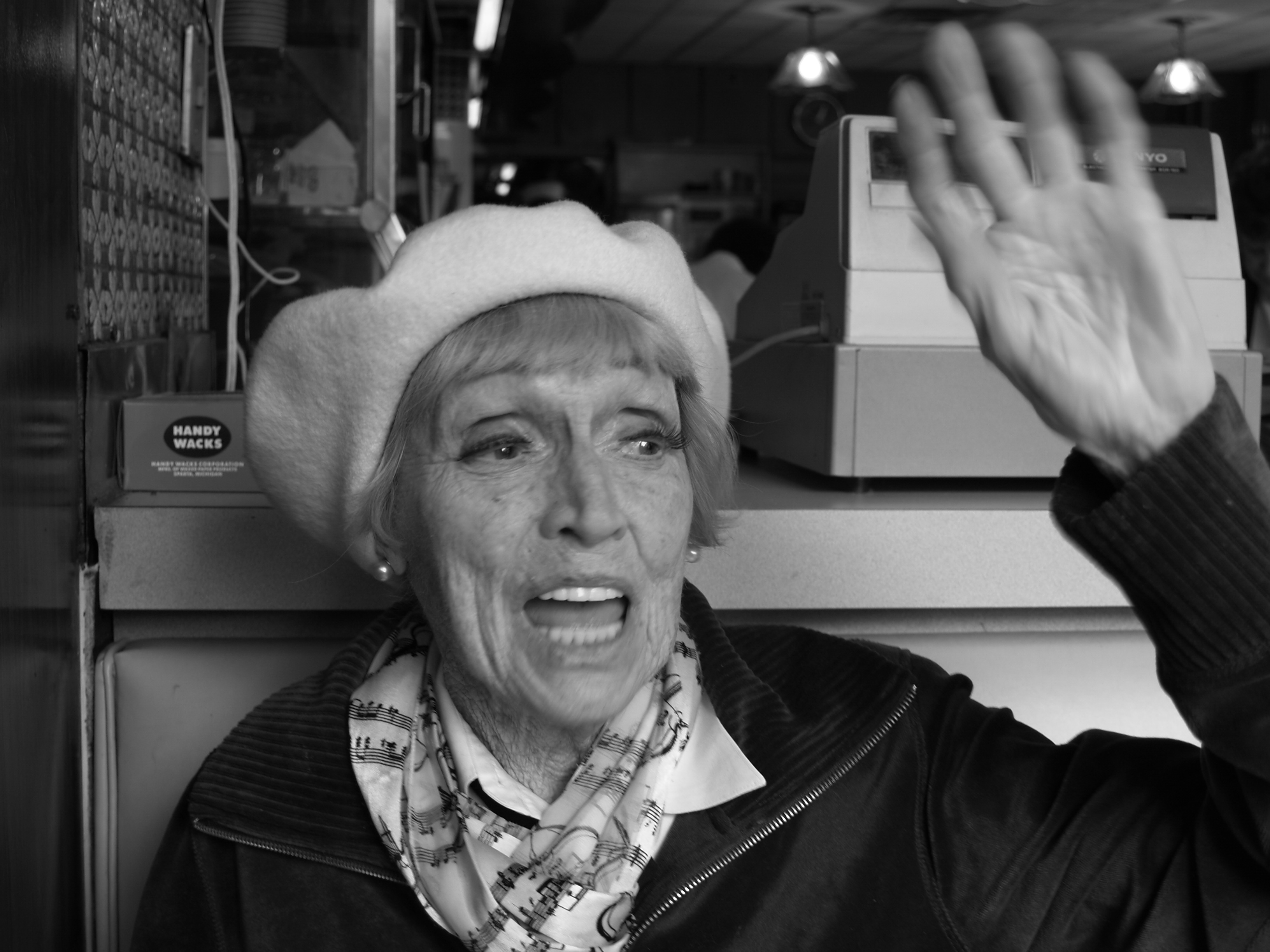
Anita O’Day (2005)

Anita O’Day (* 18. Oktober 1919 in Chicago, Illinois; † 23. November 2006 in West Hollywood, Kalifornien; eigentlich Anita Belle Colton) war eine amerikanische Jazzsängerin. Sie war „eine der größten Swing-Sängerinnen ihrer Generation“ und verfügte über Charisma und Improvisationstalent.

## Leben
Ihre Karriere startete Anita O’Day bereits als Teenager, zunächst als Tänzerin bei Tanzmarathon-Wettbewerben. Sie änderte ihren Namen in O’Day, weil er „in Pig Latin wie dough – Knete – klingt, und das war, was ich machen wollte“. Dieser Wunsch sollte zumindest zeitweise in Erfüllung gehen.
Mitte der 1930er Jahre war sie als Revuetänzerin in verschiedenen Chicagoer Clubs engagiert. 1937 heiratete sie den Schlagzeuger Don Carter, den sie im Club Vialago kennengelernt hatte. Carter war maßgeblich an dem Aufbau ihrer Karriere beteiligt, u. a. unterrichtete er Anita O’Day in Musiktheorie. Obwohl sie kein Vibrato singen konnte – angeblich wegen des fehlenden Gaumenzäpfchens, welches ihr bei einer fehlerhaft durchgeführten Tonsillektomie abgetrennt wurde –, entschied sie sich dennoch zum Start einer Karriere als Sängerin.
1938 hatte sie erste Erfolge als Sängerin im neu gegründeten Jazz-Club Off-Beat, der zu einem populären Treff für viele hervorragende Jazz-Musiker der Chicagoer Szene wurde. Dort lernte sie unter anderem den Bandleader und Schlagzeuger Gene Krupa kennen, der ihr ein Engagement in seiner Band versprach, sobald der Vertrag mit seiner damaligen Band-Sängerin, Irene Daye, ausgelaufen sei.
1941 schloss sie sich Krupas Band an und revolutionierte durch ihr Beharren auf das Tragen einer Banduniform statt des üblichen Rüschenkleides das Image einer Band-Sängerin. Ein paar Wochen später engagierte Krupa den Trompeter Roy Eldridge. Anita O’Days gemeinsame Bühnenauftritte mit dem farbigen Eldridge sorgten im rassistischen Amerika der 1940er Jahre für Aufsehen. Ihr Duett „Let Me Off Uptown“, welches das New-Yorker Schwarzenviertel Harlem thematisierte, wurde ein Millionen-Verkaufshit und vergrößerte die Bekanntheit von Krupas Band schlagartig. Das Musikmagazin Down Beat kürte Anita O’Day daraufhin zum „Neuen Star des Jahres“ 1941.
1942 heiratete sie den Golf-Professional Carl Hoff; im gleichen Jahr wurde O’Day von den Lesern des Down Beat auf den vierten Platz der „Top Five“ der Big-Band-Sängerinnen gewählt. Nachdem Krupa 1943 wegen Drogenbesitzes inhaftiert wurde und seine Band auflösen musste, schloss sie sich Woody Herman an, verließ dessen Band jedoch bereits nach kurzer Zeit und trat den Rest des Jahres als Solo-Sängerin auf.
Im April 1944 wechselte O’Day zur Band von Stan Kenton, im Laufe ihres elfmonatigen Engagements spielte sie 21 Aufnahmen ein, darunter den bekannten Hit And Her Tears Flowed Like Wine, der Rang 4 erreichte und 18 Wochen in den Charts blieb. 1945 trat sie erneut als Sängerin der neuformierten Band von Gene Krupa bei, allerdings hielt ihr Engagement nicht einmal ein Jahr. Daraufhin widmete Anita O’Day sich erneut ihrer Solokarriere; einen ersten Erfolgstitel in den Charts hatte sie Ende 1947 mit „Hi Lo Trailus Boot Whip“ (#20). 1947 wurden erstmals ihre eigenen Drogenprobleme publik, als sie zusammen mit ihrem Ehemann wegen Marihuana-Besitzes für 90 Tage inhaftiert wurde.
In den späten 1940er Jahren tat sich Anita O’Day mit Schlagzeuger John Poole zusammen, mit dem sie die nächsten 32 Jahre bis zu dessen Tod zusammenarbeitete. Einen weiteren Hit hatte sie 1951 mit dem Tennessee Waltz für das Label London. Ihr Album Anita war das erste Album, das für Produzent Norman Granz und dessen Label Verve Records eingespielt wurde; es brachte ihre Karriere auf einen neuen Höhepunkt. 1956 kam es im Verve-Studio zu einer Reunion mit Gene Krupa und Roy Eldridge (Drummer Man). Sie begann zudem, auf Festivals aufzutreten und gab Konzerte mit Musikern wie Louis Armstrong, Dinah Washington, George Shearing und Thelonious Monk. Der Dokumentarfilm Jazz on a Summer’s Day (1960) über das Newport Jazz Festival von 1958 mit Teilen ihres Auftrittes, machte sie weltweit bekannt.
Während der 1960er Jahre tourte sie weiter und spielte daneben Plattenaufnahmen mit einem Spektrum unterschiedlicher Musiker ein – von Billy May und Cal Tjader über Bill Evans und das Quartett von Oscar Peterson bis hin zu Jimmy Giuffre. Probleme traten auf, als sie 1964 ihren Vertrag mit dem Verve-Label verlor und es ihr nicht gelang, das geschäftliche Abseits zu verlassen, in das viele Jazzmusiker durch die Begeisterung des jüngeren Publikums für Rock ’n’ Roll und Beat gerieten.
Anita O’Day war, wie sie auch in ihrer Autobiografie „High Times, Hard Times“ (1981) andeutete, eine lange Zeit ihres Lebens heroinabhängig. 1968 – manche Quellen nennen 1967 oder 1969 – kostete sie eine Überdosis beinahe das Leben und ihre Karriere schien beendet. Nach erfolgreicher Entzugstherapie hatte sie 1970 ihr Comeback bei den Berlin Jazztagen. Ab Mitte der 1970er Jahre entstanden viele ihrer weiteren Platten in Japan.
Noch mit 85 Jahren trat Anita O’Day in kleiner Besetzung in Clubs auf.
Sie starb am 23. November 2006 in einem Krankenhaus von West Hollywood im Schlaf an den Folgen einer Lungenentzündung.

## Gesangsstil
Die Gesangskunst von Anita O’Day war angesiedelt im Swing, wobei sie Elemente anderer Stilrichtungen wie etwa Cool Jazz in ihren Stil mit aufnahm. Sie selbst bezeichnete sich als „song stylist“. Ihren vibratolosen Ton, der speziell von ihren Nachfolgerinnen in Kentons Band, Chris Connor und June Christy imitiert wurde, führte sie auf das Fehlen des Gaumenzäpfchens zurück. Ihr Stil zeichnete sich durch ein hohes Maß an Phantasie, Humor und Lebhaftigkeit aus. Die Texte der Songs waren ihr sehr wichtig, ähnlich wie für Billie Holiday, in Bezug auf Rhythmik und Schnelligkeit durfte sie sich mit Ella Fitzgerald vergleichen.
Anita O’Day trat ausgesprochen selbstbewusst und extrovertiert auf, was sich unter anderem in ihrem auffälligen und eleganten Kleidungsstil äußerte. Ihre Vorliebe für große Hüte auch auf der Bühne ist geradezu legendär. Auch ihr tänzerisches Talent trug zu ihrer charismatischen Bühnenpräsenz bei.

## Diskographische Hinweise
- 2014: I Won’t Dance
- 2013: Anita O’Day & the Three Sounds (Essential Jazz Classics (in-akustik))
- 2012: Anita O’Day & the Three Sounds (verve)
- 2012: Green Eyes (Mocking Bird)
- 2012: Trav’lin’ Light
- Deep In The Blues
- 1994: Live at the Monterey Jazz Festival 1994 (concord, Wiederveröffentlichung 2008)
- 1980: Anita O’Day Live at the City (Emily)
- 1975: Anita O’Day Live in Tokyo (Japanese Trio)
- 1963: Incomparable! (Verve)
- 1961: Trav’lin’ Light (Verve)
- 1960: Cool Heat (Verve)
- 1958: Anita O’Day at Mister Kelly’s (Verve)[6]
- 1956: Anita Orchestra – Buddy Bregman (Verve)
- 1955: An Evening with Anita O’Day (Norgran)
- 1954: Songs by Anita O’Day (Norgran)
- 1952: Singin’ and Swingin’ with Anita O’Day (Coral)

## Sammlung
- The Complete Anita O’Day Verve/Clef Sessions 1952–1962 (Mosaic - 1999) 9 CDs mit Roy Eldridge, Bill Harris, Budd Johnson, Cecil Payne, Ralph Burns arr, Al McKibbon b, Don Lamond, Roy Kral Quintett, Larry Russell Orchestra, Arnold Ross, Barney Kessel, Monty Budwig, Jimmy Rowles, Tal Farlow, Leroy Vinnegar, Larry Bunker, Paul Smith, Joe Mondragon, Alvin Stoller, Buddy Bregman Orchestra, Gene Krupa Orchestra, Larry Bunker, Oscar Peterson, Herb Ellis, Ray Brown, Russ Garcia Orchestra, Marty Paich Orchestra, Billy May Orchestra, Frank Rosolino, Jimmy Giuffre, Bud Shank, Jim Hall, Mel Lewis, Art Pepper, Richie Kamuca, Conte Candoli, Red Nichols, Benny Carter, Eddie Miller, Jess Stacy, Bill Holman Orchestra, Johnny Mandel Orchestra, Don Fagerquist, Ben Webster, Buddy Clark, Gary McFarland Orchestra, Cal Tjader, Gene Harris, Andy Simpkins, Bill Dowdy

## Film
- Anita O’Day: The Life of a Jazz Singer, 2007 (Dokumentarfilm)